# Nova vas (Bloke, Slovenija)
Nova vas je naselje u Sloveniji, središte Općine Bloka. Nova vas se nalazi u pokrajini Notranjskoj i statističkoj regiji Notranjsko-kraškoj. 

## Stanovništvo
Prema popisu stanovništva iz 2002. godine naselje je imalo 295 stanovnika.
Etnički sastav 1991:
- Slovenci: 266 (98,5%)
- Hrvati: 2
- Nijemci: 1
- nepoznato: 1

## Vanjske poveznice
- Satelitska snimka naselja  Arhivirana inačica izvorne stranice od 29. srpnja 2017. (Wayback Machine)